# Rebel Heart
Rebel Heart ist ein Song der irischen Band The Corrs aus ihrem dritten Album In Blue. Es ist ein Instrumentalstück mit keltischen Einflüssen, hauptsächlich mit Geige, Bodhrán und Tin Whistle.

## Hintergrund
Der Song wurde vornehmlich von Sharon Corr komponiert und war eigentlich eine separate Auftragsarbeit für die vierteilige Serie Rebel Heart von BBC Irland. Anschließend beschlossen die Corrs, den Song in das Album aufzunehmen. Er wurde im Januar 2001 für einen Grammy Award for Best Pop Instrumental Performance nominiert. Auf der offiziellen Webseite der Corrs wird Sharon Corr mit den Worten zitiert:

„Ich schrieb es in Malibu am Klavier, während wir Talk on Corners aufnahmen. Lange Zeit lag es dann herum, bis die BBC Musik für ihr großes Herbst-Drama über den Osteraufstand in Irland von 1916 suchte. Es hat eine sehr irische Melodie, wir fügten die Tin Whistle und anderes hinzu, und dann war es genau das Richtige.“

## Belege
1. ↑  BBC - Northern Ireland - Patrick Kielty, Almost Live : Sharon Corr’s Factfile (Memento vom 19. April 2005 im Internet Archive)
2. ↑  Digital Hit Entertainment: 43rd Annual Grammy Awards Nominations.